# 愛情研究院
《愛情研究院》（英語：Love Academy）為香港無綫電視製作的青少年清談節目，由楊愛瑾和周子駒主持，於2008年4月28日至2010年12月5日逢星期日18:00-19:00於J2播映。節目播出後於myTV提供節目重溫，並提供網上直播 。節目每集都會訪問城中各年輕俊男美女嘉賓，探討青少年的戀愛大小事，並請來不同專家研究未來的戀愛前途。

## 製作
據主持楊愛瑾最初所知，此節目原來只有十三集，後增至數十集，讓當時工作不多的楊愛瑾獲得關注，最後更攝製了超過一百集，歷時兩年。曾訪問的嘉賓包括楊愛瑾在女團Cookies時期的隊友傅穎，曾與楊愛瑾合演電影的曾愷玹、安志杰，還有李蘊（當時年僅17歲）、吳彤、唐素琪、陳美詩、側田、姚安娜、Square等。

## 每集嘉賓

### 2008年
| 集數               | 嘉賓           | 主題                     |
| 第1集（4月28日）   |                |                          |
| 第2集              |                |                          |
| 第3集              |                |                          |
| 第4集              |                |                          |
| 第5集              |                |                          |
| 第6集              |                |                          |
| 第7集              |                |                          |
| 第8集              |                |                          |
| 第9集              |                |                          |
| 第10集             |                |                          |
| 第11集             |                |                          |
| 第12集             |                |                          |
| 第13集             |                |                          |
| 第14集             |                |                          |
| 第15集             |                |                          |
| 第16集             |                |                          |
| 第17集             |                |                          |
| 第18集             |                |                          |
| 第19集             |                |                          |
| 第20集             |                |                          |
| 第21集             |                |                          |
| 第22集             |                |                          |
| 第23集（10月5日）  | 宋芝齡、鄧紫棋 | 戀情為何無疾而終         |
| 第24集（10月12日） | 麥家瑜、陳詩慧 | 情侶互送什麼禮物最動情？ |
| 第25集（10月19日） | 游茛維、鄭嘉雯 | 你相信一見鍾情嗎？       |
| 第26集（10月26日） | 李思雅         | 什麼人容易與伴侶冷戰？   |
| 第27集（11月1日）  | HotCha         | 生育是愛情催化劑？       |
| 第28集（11月8日）  | 趙碩之、戴夢夢 | 喜歡一個人卻不敢發展     |
| 第29集（11月15日） | Square         | 情人朋友難共存？         |
| 第30集（11月22日） | 孫慧雪、阿感   | 要愛情就要主動出撃       |
| 第31集（11月29日） | 胡諾言、張嘉兒 | 男女拍拖總會犯錯？       |
| 第32集（12月6日）  | 龔茜彤、黃文迪 | 同居是好是壞？           |
| 第33集（12月13日） | 張致恆、陳家樂 | 情人許下承諾不能兌現？   |
| 第34集（12月20日） | 李思雅         | 情侶過聖誕有多甜蜜？     |
| 第35集（12月28日） | Freeze         | 08愛情大事回顧           |

### 2009年
| 集數               | 嘉賓           | 主題                       |
| 第36集（1月3日）   |                | 單身快樂嗎？               |
| 第37集（1月10日）  |                | 謊言是美麗的嗎？           |
| 第38集（1月17日）  |                | 為何舊情復熾？             |
| 第39集（1月24日）  |                | 如何和情人約會？           |
| 第40集（1月31日）  |                | 夢幻婚禮會是怎樣？         |
| 第41集（2月7日）   | 文恩澄、區俊濤 | 能和情人心靈相通嗎？       |
| 第42集（2月14日）  | 李蘊           | 情人節如何浪漫？           |
| 第43集（2月21日）  |                | 見家長 心驚驚              |
| 第44集（2月28日）  |                | 戀愛有限期？               |
| 第45集（3月7日）   |                | 是誰絕情？                 |
| 第46集（3月14日）  |                | 結識異性太難要「相睇」？   |
| 第47集（3月21日）  | Otto           | 愛要犧牲                   |
| 第48集（3月28日）  |                | 如何與伴侶享受假期         |
| 第49集（4月4日）   |                | 戀愛因偶遇而起             |
| 第50集（4月11日）  |                | 愛情偉大之處是什麼         |
| 第51集（4月18日）  |                | 情侶吵架 可大可少          |
| 第52集（4月25日）  | 陳鍵鋒         | 拍拖要講Timing             |
| 第53集（5月2日）   |                | 男女戀愛自由大不同         |
| 第54集（5月9日）   | 黃伊汶、MC Jin | 要愛情就要主動出撃         |
| 第55集（5月16日）  | 杜大偉、羅泳嫻 | 沒有安全感 戀愛危危乎      |
| 第56集（5月23日）  | 陳柏宇、馮曦妤 | 為何掉眼淚                 |
| 第57集（5月30日）  | 關伊彤、陳少邦 | 高調戀愛 有利有弊？        |
| 第58集（6月6日）   | 羅天宇、李豪   | 分手也要找藉口？           |
| 第59集（6月13日）  | Dear Jane      | 為何錯愛這一位？           |
| 第60集（6月20日）  | 張美妮、敖嘉年 | 鬥氣會鬥出禍？             |
| 第61集（6月27日）  | 梁嘉琪、何詠雯 | 現代流行短暫情緣？         |
| 第62集（7月4日）   | 單俊偉、梁証嘉 | 香港男生不肯花心思追求女生 |
| 第63集（7月11日）  | 陳文靜、陳志健 | 愛上風頭躉                 |
| 第64集（7月18日）  | Mr.            | 大包圍式求愛               |
| 第65集（7月25日）  | kolor          | 火星撞地球                 |
| 第66集（8月1日）   | 溫家恒、王君馨 | 美醜配                     |
| 第67集（8月8日）   | 徐浩、Chita    | 貪新忘舊                   |
| 第68集（8月15日）  | 馬賽、高海寧   | 患難建真情                 |
| 第69集（8月22日）  | 熊貓           | 晒命                       |
| 第70集（8月29日）  | 叢浩南、陳嘉嘉 | 活得比人好                 |
| 第71集（9月5日）   | 陳倩揚、苟芸慧 | 觀音兵                     |
| 第72集（9月12日）  | 許家傑、陳偉洪 | 吻                         |
| 第73集（9月19日）  | 鄭欣宜、陳茵媺 | 依賴                       |
| 第74集（9月26日）  | Rubber Band    | 小別勝新婚                 |
| 第75集（10月3日）  | 小肥、唐素琪   | 佳節                       |
| 第76集（10月10日） | 羽翹、章霈迎   | 犯賤                       |
| 第77集（10月17日） | 胡定欣、周美欣 | 初戀情人                   |
| 第78集（10月24日） | 陳爽、徐萌     | 緋聞                       |
| 第79集（10月31日） | C AllStar      | 地下情                     |
| 第80集（11月7日）  | 李美慧、黃欣   | 愛情與麵包                 |
| 第81集（11月14日） | 金剛、姚兵     | 追求招式                   |
| 第82集（11月28日） | 袁嘉敏、黃嘉麗 | 感動                       |
| 第83集（11月28日） | 羅泳嫻、周家怡 | 反面無情                   |
| 第84集（12月5日）  | 劉倩婷、李姿敏 | 愛情長跑                   |
| 第85集（12月19日） | 李泳豪、趙嘉迪 | 浪漫聖誕                   |
| 第86集（12月26日） | 朱薰、湯駿業   | 戀愛中的聖誕               |

### 2010年
| 集數                | 嘉賓                                   | 主題                 |
| 第87集（1月2日）    | 吳雲甫、熊穎詩                         | 新年愛情回顧及願望   |
| 第88集（1月10日）   | 鄭家維、洪杰                           | 貼身情人             |
| 第89集（1月16日）   | 李蘊、劉欣宜                           | 改造另一半           |
| 第90集（1月23日）   | 江梓瑋、溫家偉                         | 引誘                 |
| 第91集（1月30日）   | 董敏莉、鍾浠文                         | 情人變知己           |
| 第92集（2月6日）    | 張繼聰、王若琪                         | 戀愛傻瓜             |
| 第93集（2月13日）   | 麥玲玲                                 | 情人節               |
| 第94集（2月21日）   | 農夫                                   | 難忘生日             |
| 第95集（2月28日）   | 岑潔儀、謝珊珊                         | 節日分手             |
| 第96集（3月7日）    | 譚小環                                 | 拍拖慣例             |
| 第97集（3月14日）   | 陳展鵬、陳堃                           | 青梅竹馬             |
| 第98集（3月21日）   | 曹永廉                                 | 與伴侶朋友的相處之道 |
| 第99集（3月27日）   | 李偉健、黃智雯                         | 愛情宿命             |
| 第100集（4月4日）   |                                        | 完美100              |
| 第101集（4月11日）  | 陳敏之                                 | 刺激對方             |
| 第102集（4月18日）  | Square                                 | 戀愛儲印花           |
| 第103集（4月25日）  | 楊天經、黃瑩                           | 為寂寞拍拖           |
| 第104集（5月2日）   | 吳彤、Angela                           | 一腳踏兩船           |
| 第105集（5月9日）   | 朱紫嬈、李卓庭                         | 比較                 |
| 第106集（5月16日）  | 許廷鏗、鄧小巧                         | 愛情小人             |
| 第107集（5月23日）  | 周志文、周志康                         | 觸電                 |
| 第108集（5月30日）  | 陳鴻碩、劉威煌                         | 恨                   |
| 第109集（6月6日）   | 林師傑、何雁詩                         | 志趣相投             |
| 第110集（6月13日）  | 黃山怡、王梓軒                         | 狂蜂浪蝶             |
| 第111集（6月20日）  | 郭政鴻                                 | 羨煞旁人             |
| 第112集（6月27日）  | 陳自瑤、鄺祖德                         | 火遮眼               |
| 第113集（7月4日）   | 朱凱婷                                 | 情訊                 |
| 第114集（7月11日）  | 王若琪、沈震軒                         | 情敵                 |
| 第115集（7月18日）  | 劉俐、郭田葰                           | 暑假情緣             |
| 第116集（7月25日）  | 梁奕倫                                 | 遲婚                 |
| 第117集（8月1日）   | 簡慕華                                 | 老地方               |
| 第118集（8月8日）   | 陳嘉裕、黃田麒、白健恩、許健森、葉家泓 | 香港先生(上)         |
| 第119集（8月15日）  | 李言功、葉建希、鄭文康、劉志偉、翟威廉 | 香港先生(下)         |
| 第120集（8月22日）  | 黃德斌                                 | 英雄救美             |
| 第121集（8月29日）  | 李雨陽、陳宛蔚                         | 因愛成恨             |
| 第122集（9月5日）   | Cookies                                | 女追男               |
| 第123集（9月12日）  | 梁俊軒、黃嘉樂                         | 漁翁撒網             |
| 第124集（9月19日）  | 戴夢夢、尹蓁晞                         | 月滿繁星夜           |
| 第125集（9月26日）  | 羅敏莊                                 | 寵物情緣             |
| 第126集（10月3日）  | 蘇頌輝、李璧琦                         | 迷信                 |
| 第127集（10月10日） | 羅孝勇、謝東閔                         | 愛的替身             |
| 第128集（10月17日） | 林欣彤、陳國峰、羅孝勇、謝東閔         | 公主和公子           |
| 第129集（10月24日） | 胡鴻鈞、陳思彤                         | 愛心餐               |
| 第130集（10月31日） | 梁烈唯、梁証嘉                         | 一夜情               |
| 第131集（11月7日）  | 小琳、吳若希                           | 愛的秘密             |
| 第132集（11月14日） | 鍾一憲、麥貝夷                         | 戀愛智囊團           |
| 第133集（11月21日） | 樂瞳、糖妹                             | 忽冷忽熱             |
| 第134集（11月28日） | 莊思敏、莊思明                         | 跟蹤                 |
| 第135集（12月5日）  | 黃浩然                                 | 細水長流             |

## 外部連結
- 《愛情研究院》節目網站 （页面存档备份，存于）
- 《愛情研究院》官方myTV影片[永久]

## 電視節目的變遷
| 無綫電視J2 星期日 18:00-19:00 | 無綫電視J2 星期日 18:00-19:00          | 無綫電視J2 星期日 18:00-19:00 |
| ----------------------------- | -------------------------------------- | ----------------------------- |
|                               | 愛情研究院 （2008.04.28 - 2010.12.05） |                               |
| －                            | Music Café （2010.12.12 - ）           |                               |